# Шлетау
Шлетау (њем. Schlettau) град је у њемачкој савезној држави Саксонија. Једно је од 69 општинских средишта округа Ерцгебирге. Према процјени из 2010. у граду је живјело 2.655 становника. Посједује регионалну шифру (AGS) 14521520.

## Географски и демографски подаци
Шлетау се налази у савезној држави Саксонија у округу Ерцгебирге. Град се налази на надморској висини од 612 метара. Површина општине износи 21,2 km². У самом граду је, према процјени из 2010. године, живјело 2.655 становника. Просјечна густина становништва износи 125 становника/km².